# Ернст Ройтер
Ернст Ройтер (нім. Ernst Reuter; 9 лютого 1885 — ?) — німецький військовий юрист, доктор права, генерал-суддя вермахту.

## Нагороди
- Залізний хрест 2-го і 1-го класу
- Почесний хрест ветерана війни з мечами
- Медаль «За вислугу років у Вермахті» 4-го, 3-го, 2-го і 1-го класу (25 років; 2 жовтня 1936) — отримав 4 нагороди одночасно.
- Хрест Воєнних заслуг 2-го і 1-го класу з мечами